# Pavel Krmaš
Pavel Krmaš est un footballeur tchèque né le 3 mars 1980 à Broumov en République tchèque. Il a évolué principalement comme défenseur pour le SC Fribourg en Bundesliga.

## Carrière
- 1999-2001 :  FK Admira/Slavoj
- 2001-2004 :  AC Sparta Prague
- 2002-2003 :  SK Hradec Králové (prêt)
- 2004-2007 :  FK Teplice
- 2007-2015 :  SC Fribourg
- 2015- :  FC Hradec Králové

## Palmarès
- SC Fribourg
  - Vainqueur de la Bundesliga 2 en 2009.